# 連接導向式通訊
連接導向式通訊（英語：Connection-oriented communication，又稱CO-mode），又譯為連結導向通訊、預接式通訊、面向連結通信，是電信與電腦網路中的一種資料傳輸模式。連接導向式通訊可以採用實體電路交換，或是虛擬電路連線來交換資料。在這種模式下，在正式交換資料之前，要先建立通訊會話（communication session）或是連線，之後，串流資料在這個連線上循序傳送。傳輸控制協定（TCP）與异步传输模式（ATM）皆屬於連接導向性通訊。
其優點在於，一旦建立好連線，網路流量就是固定的，不會被其他通訊影響。其缺點在於需要預先建立連線，耗費的資源成本較高，無法分享網路頻寬。